# Такуариваи
Такуариваи (порт. Taquarivaí) — муниципалитет в Бразилии, входит в штат Сан-Паулу. Составная часть мезорегиона Итапетининга. Входит в экономико-статистический микрорегион Итапева. Население составляет 5504 человека на 2006 год. Занимает площадь 232,963 км². Плотность населения — 23,6 чел./км².

## История
Город основан 31 декабря 1991 года.

## Статистика
- Валовой внутренний продукт на 2003 составляет 59 186 384,00 реалов (данные: Бразильский институт географии и статистики).
- Валовой внутренний продукт на душу населения на 2003 составляет 11 764,34 реала (данные: Бразильский институт географии и статистики).
- Индекс развития человеческого потенциала на 2000 составляет 0,702 (данные: Программа развития ООН).

## География
Климат местности: субтропический. В соответствии с классификацией Кёппена, климат относится к категории Cfb.